# Personallogistik
Personallogistik ist ein ganzheitlicher Ansatz zur nachhaltigen und wirtschaftlichen Lösung der Deckung von Arbeitszeitbedarf und Arbeitszeitangebot.

## Ziele

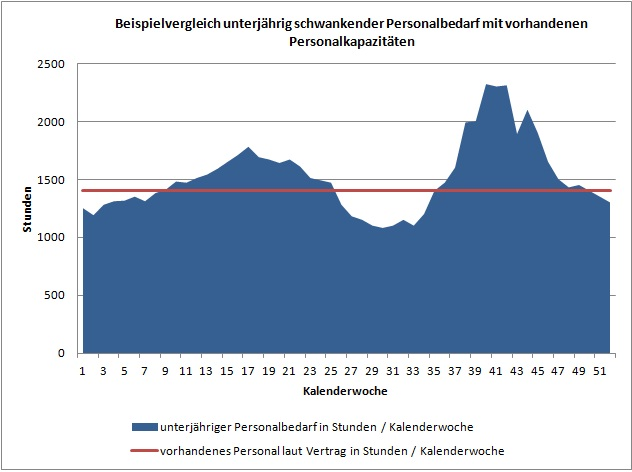
Beispiel saisonal schwankender Personalbedarf

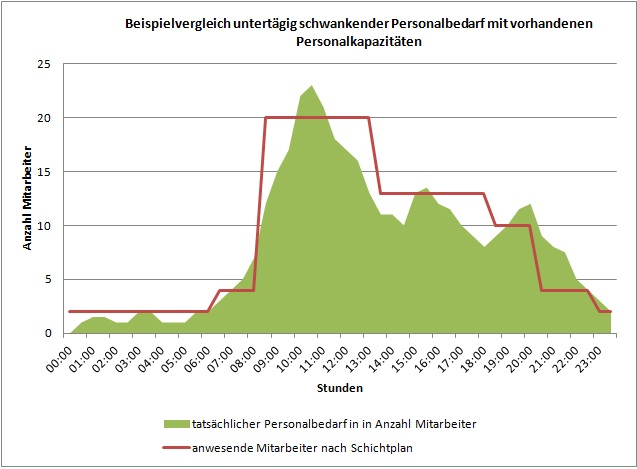
Beispiel untertägig schwankender Personalbedarf

Der Ansatz Personallogistik wurde entwickelt, um die Komplexität von Personaleinsatzplanungsprozessen – insbesondere in Bereichen mit stark schwankenden (langfristig, mittelfristig, untertägig) Personalbedarfen – deutlich zu reduzieren.
Der Ansatz Personallogistik besteht im Wesentlichen aus drei Handlungsempfehlungen:
1. Entschärfen des Planungsproblems durch iterative Annäherung an das Planungsoptimum in den Stufen: strategische, taktische und operative Planung
2. Redundanzfreie und integrierte Systemwelten – keine Workflowbrüche und Doppelbearbeitung bei planungsrelevanten Prozessen und Daten.
3. Sinnvolle Kennzahlen und Handlungsableitungen zur nachhaltigen Steuerung der Produktivität

## Einzeldisziplinen der Personallogistik
Innerhalb der Personallogistik finden sich folgende Einzeldisziplinen:
- Personalbedarfsermittlung (Forecasting)
- Arbeitszeitmodellgestaltung
- Arbeitszeitmanagement
- Schichtdesign und Schichtmodellgestaltung
- Personaleinsatzplanung
- Personaldisposition
- Personalzeiterfassung
- Personalzeitwirtschaft
- Personallogistische Kennzahlensysteme

## Historie der Personallogistik
Der Ansatz der Personallogistik wurde in den Jahren nach der Jahrtausendwende durch den Arbeitszeitberater Hans Romeiser entwickelt. Grundgedanke war die Idee, Arbeitszeit als „logistisches Gut“ zu sehen und eine auf logistischen Ansätzen beruhende Methode zur bedarfsorientierten Bereitstellung von Arbeitszeit zu entwickeln.
Heute wird dieser Ansatz von vielen Unternehmen in der Praxis genutzt. Auch haben sich verschiedene Unternehmensberatungen auf das Thema spezialisiert.